# ترکیب تیم‌های جام ملت‌های اروپا ۱۹۹۶
فهرستی از بازیکنان تیم‌های حاضر در رقابت‌های جام ملت‌های اروپا ۱۹۹۶، که در انگلستان برگزار می‌شود، در این صفحه آمده است. مسابقات در روز ۸ ژوئن آغاز شده و پایان آن برای ۳۰ ژوئن ۱۹۹۶ خاتمه یافت.
هر تیم می‌بایست ۲۳ بازیکن که سه تا از آن‌ها دروازه‌بان هستند، تا ۱ ژوئن معرفی می‌کرد. اگر یکی از بازیکنان به شدت مجروح می‌شد، تیمش می‌توانست برای پیش‌گیری از حضور این بازیکن مصدوم در یورو، تا پیش از شروع مسابقات او را با یک بازیکن دیگر جایگزین می کرد.

## گروه A

### انگلیس
مربی: تری ونبلز
| شماره | جایگاه    | بازیکن                       | تاریخ تولد/سن            | بازی‌های ملی | باشگاه                        |
| ----- | --------- | ---------------------------- | ------------------------ | ----------- | ----------------------------- |
| 1     | دروازه‌بان | دیوید سیمن                   | ۱۹ سپتامبر ۱۹۶۳ (۳۲ سال) | 24          | باشگاه فوتبال آرسنال          |
| 2     | مدافع     | گری نویل                     | ۱۸ فوریه ۱۹۷۵ (۲۱ سال)   | 10          | باشگاه فوتبال منچستر یونایتد  |
| 3     | مدافع     | استوارت پیرس                 | ۲۴ آوریل ۱۹۶۲ (۳۴ سال)   | 65          | باشگاه فوتبال ناتینگهام فارست |
| 4     | هافبک     | پل اینس                      | ۲۱ اکتبر ۱۹۶۷ (۲۸ سال)   | 19          | باشگاه فوتبال اینتر میلان     |
| 5     | مدافع     | تونی آدامز(کاپیتان (فوتبال)) | ۱۰ اکتبر ۱۹۶۶ (۲۹ سال)   | 40          | باشگاه فوتبال آرسنال          |
| 6     | مدافع     | گرت ساوتگیت                  | ۳ سپتامبر ۱۹۷۰ (۲۵ سال)  | 4           | باشگاه فوتبال استون ویلا      |
| 7     | هافبک     | دیوید پلات (بازیکن فوتبال)   | ۱۰ ژوئن ۱۹۶۶ (۲۹ سال)    | 58          | باشگاه فوتبال آرسنال          |
| 8     | هافبک     | پل گسکوین                    | ۲۷ مه ۱۹۶۷ (۲۹ سال)      | 38          | باشگاه فوتبال رنجرز           |
| 9     | مهاجم     | آلن شیرر                     | ۱۳ اوت ۱۹۷۰ (۲۵ سال)     | 23          | باشگاه فوتبال بلکبرن روورز    |
| 10    | مهاجم     | تدی شرینگهام                 | ۲ آوریل ۱۹۶۶ (۳۰ سال)    | 15          | باشگاه فوتبال تاتنهام هاتسپر  |
| 11    | هافبک     | درن اندرتون                  | ۳ مارس ۱۹۷۲ (۲۴ سال)     | 11          | باشگاه فوتبال تاتنهام هاتسپر  |
| 12    | مدافع     | استیو هووی                   | ۲۶ اکتبر ۱۹۷۱ (۲۴ سال)   | 4           | باشگاه فوتبال نیوکاسل یونایتد |
| 13    | دروازه‌بان | تیم فلاورز                   | ۳ فوریه ۱۹۶۷ (۲۹ سال)    | 8           | باشگاه فوتبال بلکبرن روورز    |
| 14    | هافبک     | نیک بارمبی                   | ۱۱ فوریه ۱۹۷۴ (۲۲ سال)   | 6           | باشگاه فوتبال میدلزبرو        |
| 15    | هافبک     | جیمی ردکاپ                   | ۲۵ ژوئن ۱۹۷۳ (۲۲ سال)    | 4           | باشگاه فوتبال لیورپول         |
| 16    | مدافع     | سول کمبل                     | ۱۸ سپتامبر ۱۹۷۴ (۲۱ سال) | 1           | باشگاه فوتبال تاتنهام هاتسپر  |
| 17    | هافبک     | استیو مک‌منمن                 | ۱۱ فوریه ۱۹۷۲ (۲۴ سال)   | 10          | باشگاه فوتبال لیورپول         |
| 18    | مهاجم     | لس فردیناند                  | ۸ دسامبر ۱۹۶۶ (۲۹ سال)   | 10          | باشگاه فوتبال نیوکاسل یونایتد |
| 19    | مدافع     | فیل نویل                     | ۲۱ ژانویه ۱۹۷۷ (۱۹ سال)  | 1           | باشگاه فوتبال منچستر یونایتد  |
| 20    | هافبک     | استیو استون                  | ۲۰ اوت ۱۹۷۱ (۲۴ سال)     | 6           | باشگاه فوتبال ناتینگهام فارست |
| 21    | مهاجم     | رابی فاولر                   | ۹ آوریل ۱۹۷۵ (۲۱ سال)    | 3           | باشگاه فوتبال لیورپول         |
| 22    | دروازه‌بان | یان واکر                     | ۳۱ اکتبر ۱۹۷۱ (۲۴ سال)   | 2           | باشگاه فوتبال تاتنهام هاتسپر  |

### هلند
مربی: گاس هیدینک
| شماره | جایگاه    | بازیکن                                          | تاریخ تولد/سن            | بازی‌های ملی | باشگاه                         |
| ----- | --------- | ----------------------------------------------- | ------------------------ | ----------- | ------------------------------ |
| 1     | دروازه‌بان | ادوین فن در سار                                 | ۲۹ اکتبر ۱۹۷۰ (۲۵ سال)   | 7           | باشگاه فوتبال آژاکس آمستردام   |
| 2     | مدافع     | مایکل ریزیگر                                    | ۳ مه ۱۹۷۳ (۲۳ سال)       | 8           | باشگاه فوتبال آژاکس آمستردام   |
| 3     | مدافع     | دنی بلیند(کاپیتان (فوتبال))                     | ۱ اوت ۱۹۶۱ (۳۴ سال)      | 39          | باشگاه فوتبال آژاکس آمستردام   |
| 4     | هافبک     | کلارنس سیدورف                                   | ۱ آوریل ۱۹۷۶ (۲۰ سال)    | 11          | باشگاه فوتبال سمپدوریا         |
| 5     | مدافع     | یاپ استام(Injury replacement for فرانک دی بوئر) | ۱۷ ژوئیه ۱۹۷۲ (۲۳ سال)   | 1           | باشگاه فوتبال پی‌اس‌وی آیندهوون  |
| 6     | هافبک     | رونالد دی بوئر                                  | ۱۵ مه ۱۹۷۰ (۲۶ سال)      | 24          | باشگاه فوتبال آژاکس آمستردام   |
| 7     | مهاجم     | گاستون تائومنت                                  | ۱ اکتبر ۱۹۷۰ (۲۵ سال)    | 13          | باشگاه فوتبال فاینورد          |
| 8     | هافبک     | ادگار داویدس                                    | ۱۳ مارس ۱۹۷۳ (۲۳ سال)    | 7           | باشگاه فوتبال آژاکس آمستردام   |
| 9     | مهاجم     | پاتریک کلایورت                                  | ۱ ژوئیه ۱۹۷۶ (۱۹ سال)    | 6           | باشگاه فوتبال آژاکس آمستردام   |
| 10    | مهاجم     | دنیس برکمپ                                      | ۱۰ مه ۱۹۶۹ (۲۷ سال)      | 45          | باشگاه فوتبال آرسنال           |
| 11    | مهاجم     | پیتر هوکسترا                                    | ۴ آوریل ۱۹۷۳ (۲۳ سال)    | 3           | باشگاه فوتبال آژاکس آمستردام   |
| 12    | هافبک     | آرون وینتر                                      | ۱ مارس ۱۹۶۷ (۲۹ سال)     | 54          | باشگاه ورزشی لاتزیو            |
| 13    | مدافع     | آرتور نومن                                      | ۱۴ دسامبر ۱۹۶۹ (۲۶ سال)  | 14          | باشگاه فوتبال پی‌اس‌وی آیندهوون  |
| 14    | هافبک     | ریچارد ویچخه                                    | ۲۰ سپتامبر ۱۹۶۹ (۲۶ سال) | 25          | باشگاه فوتبال بوردو            |
| 15    | مدافع     | وینستون بوگارد                                  | ۲۲ اکتبر ۱۹۷۰ (۲۵ سال)   | 3           | باشگاه فوتبال آژاکس آمستردام   |
| 16    | دروازه‌بان | اد دی گوی                                       | ۲۰ دسامبر ۱۹۶۶ (۲۹ سال)  | 28          | باشگاه فوتبال فاینورد          |
| 17    | هافبک     | یوردی کرایف                                     | ۹ فوریه ۱۹۷۴ (۲۲ سال)    | 3           | باشگاه فوتبال بارسلونا         |
| 18    | مدافع     | یوهان دی کوک                                    | ۲۵ اکتبر ۱۹۶۴ (۳۱ سال)   | 8           | باشگاه فوتبال رودا جی‌سی کرکراد |
| 19    | مهاجم     | یوری مولدر                                      | ۲۳ مارس ۱۹۶۹ (۲۷ سال)    | 7           | باشگاه فوتبال شالکه ۰۴         |
| 20    | هافبک     | فیلیپ کوکو                                      | ۲۹ اکتبر ۱۹۷۰ (۲۵ سال)   | 3           | باشگاه فوتبال پی‌اس‌وی آیندهوون  |
| 21    | دروازه‌بان | رود هسپ                                         | ۳۱ اکتبر ۱۹۶۵ (۳۰ سال)   | 0           | باشگاه فوتبال رودا جی‌سی کرکراد |
| 22    | مدافع     | جان ولدمن                                       | ۲۴ فوریه ۱۹۶۸ (۲۸ سال)   | 1           | باشگاه فوتبال اسپارتا روتردام  |

### اسکاتلند
مربی: کریگ براون
| شماره | جایگاه    | بازیکن                                | تاریخ تولد/سن            | بازی‌های ملی | باشگاه                        |
| ----- | --------- | ------------------------------------- | ------------------------ | ----------- | ----------------------------- |
| 1     | دروازه‌بان | جیم لایتون                            | ۲۴ ژوئیه ۱۹۵۸ (۳۷ سال)   | 74          | باشگاه فوتبال هیبرنین         |
| 2     | مدافع     | Stewart McKimmie                      | ۲۷ اکتبر ۱۹۶۲ (۳۳ سال)   | 38          | باشگاه فوتبال آبردین          |
| 3     | مدافع     | تام بوید (بازیکن فوتبال)              | ۲۴ نوامبر ۱۹۶۵ (۳۰ سال)  | 35          | باشگاه فوتبال سلتیک           |
| 4     | مدافع     | کولین کالدروود                        | ۲۰ ژانویه ۱۹۶۵ (۳۱ سال)  | 11          | باشگاه فوتبال تاتنهام هاتسپر  |
| 5     | مدافع     | کولین هندری                           | ۷ دسامبر ۱۹۶۵ (۳۰ سال)   | 18          | باشگاه فوتبال بلکبرن روورز    |
| 6     | مدافع     | درک وایت                              | ۳۱ اوت ۱۹۶۸ (۲۷ سال)     | 9           | باشگاه فوتبال میدلزبرو        |
| 7     | مهاجم     | جان اسپنسر                            | ۱۱ سپتامبر ۱۹۷۰ (۲۵ سال) | 9           | باشگاه فوتبال چلسی            |
| 8     | هافبک     | استوارت مک‌کال                         | ۱۰ ژوئن ۱۹۶۴ (۳۱ سال)    | 34          | باشگاه فوتبال رنجرز           |
| 9     | مهاجم     | آلی مکویست                            | ۲۴ سپتامبر ۱۹۶۲ (۳۳ سال) | 52          | باشگاه فوتبال رنجرز           |
| 10    | هافبک     | گری مک‌آلیستر(کاپیتان (فوتبال))        | ۲۵ دسامبر ۱۹۶۴ (۳۱ سال)  | 41          | باشگاه فوتبال لیدز یونایتد    |
| 11    | هافبک     | جان کالینز (بازیکن فوتبال، زاده ۱۹۶۸) | ۳۱ ژانویه ۱۹۶۸ (۲۸ سال)  | 33          | باشگاه فوتبال موناکو          |
| 12    | دروازه‌بان | اندی گورام                            | ۱۳ آوریل ۱۹۶۴ (۳۲ سال)   | 36          | باشگاه فوتبال رنجرز           |
| 13    | مدافع     | تاش مک‌کینلای                          | ۳ دسامبر ۱۹۶۴ (۳۱ سال)   | 4           | باشگاه فوتبال سلتیک           |
| 14    | مهاجم     | گوردون دوری                           | ۶ دسامبر ۱۹۶۵ (۳۰ سال)   | 28          | باشگاه فوتبال رنجرز           |
| 15    | هافبک     | Eoin Jess                             | ۱۳ دسامبر ۱۹۷۰ (۲۵ سال)  | 12          | باشگاه فوتبال کاونتری سیتی    |
| 16    | مدافع     | کریگ بورلی                            | ۲۴ سپتامبر ۱۹۷۱ (۲۴ سال) | 9           | باشگاه فوتبال چلسی            |
| 17    | هافبک     | بیلی مک‌کینلای                         | ۲۲ آوریل ۱۹۶۹ (۲۷ سال)   | 17          | باشگاه فوتبال بلکبرن روورز    |
| 18    | مهاجم     | کوین گالاکر                           | ۲۳ نوامبر ۱۹۶۶ (۲۹ سال)  | 22          | باشگاه فوتبال بلکبرن روورز    |
| 19    | هافبک     | دارن جکسون                            | ۲۵ ژوئیه ۱۹۶۶ (۲۹ سال)   | 12          | باشگاه فوتبال هیبرنین         |
| 20    | مهاجم     | اسکات بوث                             | ۱۶ دسامبر ۱۹۷۱ (۲۴ سال)  | 11          | باشگاه فوتبال آبردین          |
| 21    | هافبک     | اسکات گمیل                            | ۲ ژانویه ۱۹۷۱ (۲۵ سال)   | 6           | باشگاه فوتبال ناتینگهام فارست |
| 22    | دروازه‌بان | نیکی واکر                             | ۲۹ سپتامبر ۱۹۶۲ (۳۳ سال) | 2           | باشگاه فوتبال پاتریک تیسل     |

### سوئیس
مربی:  آرتور ژورژه
| شماره | جایگاه    | بازیکن                         | تاریخ تولد/سن           | بازی‌های ملی | باشگاه                        |
| ----- | --------- | ------------------------------ | ----------------------- | ----------- | ----------------------------- |
| 1     | دروازه‌بان | Marco Pascolo                  | ۹ مه ۱۹۶۶ (۳۰ سال)      | 36          | باشگاه فوتبال سروت ۱۸۹۰       |
| 2     | مدافع     | Marc Hottiger                  | ۷ نوامبر ۱۹۶۷ (۲۸ سال)  | 60          | باشگاه فوتبال اورتون          |
| 3     | مدافع     | Yvan Quentin                   | ۲ مه ۱۹۷۰ (۲۶ سال)      | 26          | باشگاه فوتبال سیون            |
| 4     | مدافع     | Stéphane Henchoz               | ۷ سپتامبر ۱۹۷۴ (۲۱ سال) | 16          | باشگاه فوتبال هامبورگ         |
| 5     | مدافع     | Alain Geiger(کاپیتان (فوتبال)) | ۵ نوامبر ۱۹۶۰ (۳۵ سال)  | 110         | باشگاه فوتبال گراس‌هاپر زوریخ  |
| 6     | هافبک     | وافائل ویکی                    | ۲۶ آوریل ۱۹۷۷ (۱۹ سال)  | 1           | باشگاه فوتبال سیون            |
| 7     | هافبک     | Sébastien Fournier             | ۲۷ ژوئن ۱۹۷۱ (۲۴ سال)   | 11          | باشگاه فوتبال سیون            |
| 8     | هافبک     | Patrick Sylvestre              | ۱ سپتامبر ۱۹۶۸ (۲۷ سال) | 47          | باشگاه فوتبال سیون            |
| 9     | مهاجم     | Marco Grassi                   | ۸ اوت ۱۹۶۸ (۲۷ سال)     | 22          | باشگاه فوتبال رن              |
| 10    | هافبک     | Ciriaco Sforza                 | ۲ مارس ۱۹۷۰ (۲۶ سال)    | 40          | باشگاه فوتبال بایرن مونیخ     |
| 11    | مهاجم     | استفان چاپیوسات                | ۲۸ ژوئن ۱۹۶۹ (۲۶ سال)   | 46          | باشگاه فوتبال بروسیا دورتموند |
| 12    | دروازه‌بان | Stephan Lehmann                | ۱۵ اوت ۱۹۶۳ (۳۲ سال)    | 7           | باشگاه فوتبال سیون            |
| 13    | مدافع     | Sébastien Jeanneret            | ۱۲ دسامبر ۱۹۷۳ (۲۲ سال) | 1           | Neuchâtel Xamax               |
| 14    | مهاجم     | Kubilay Türkyilmaz             | ۴ مارس ۱۹۶۷ (۲۹ سال)    | 48          | باشگاه فوتبال گراس‌هاپر زوریخ  |
| 15    | مدافع     | Ramon Vega                     | ۱۴ ژوئن ۱۹۷۱ (۲۴ سال)   | 8           | باشگاه فوتبال گراس‌هاپر زوریخ  |
| 16    | هافبک     | مارسل کولر                     | ۱۱ نوامبر ۱۹۶۰ (۳۵ سال) | 52          | باشگاه فوتبال گراس‌هاپر زوریخ  |
| 17    | هافبک     | یوهان ووگل                     | ۸ مارس ۱۹۷۷ (۱۹ سال)    | 4           | باشگاه فوتبال گراس‌هاپر زوریخ  |
| 18    | مدافع     | Régis Rothenbühler             | ۱۱ اکتبر ۱۹۷۰ (۲۵ سال)  | 10          | Neuchâtel Xamax               |
| 19    | مهاجم     | David Sesa                     | ۱۰ ژوئیه ۱۹۷۳ (۲۲ سال)  | 1           | باشگاه فوتبال سروت ۱۸۹۰       |
| 20    | هافبک     | Alexandre Comisetti            | ۲۱ ژوئیه ۱۹۷۳ (۲۲ سال)  | 3           | باشگاه فوتبال گراس‌هاپر زوریخ  |
| 21    | هافبک     | Christophe Bonvin              | ۱۴ آوریل ۱۹۶۵ (۳۱ سال)  | 41          | باشگاه فوتبال سیون            |
| 22    | دروازه‌بان | Joël Corminboeuf               | ۱۶ مارس ۱۹۶۴ (۳۲ سال)   | 6           | Neuchâtel Xamax               |

## گروه B

### بلغارستان
مربی: دیمیتار پنو
| شماره | جایگاه    | بازیکن                               | تاریخ تولد/سن           | بازی‌های ملی | باشگاه                         |
| ----- | --------- | ------------------------------------ | ----------------------- | ----------- | ------------------------------ |
| 1     | دروازه‌بان | Borislav Mikhailov(کاپیتان (فوتبال)) | ۱۲ فوریه ۱۹۶۳ (۳۳ سال)  | 88          | باشگاه فوتبال ردینگ            |
| 2     | مدافع     | Radostin Kishishev                   | ۳۰ ژوئیه ۱۹۷۴ (۲۱ سال)  | 6           | Neftochimik Burgas             |
| 3     | مدافع     | تریفن ایوانف                         | ۲۷ ژوئیه ۱۹۶۵ (۳۰ سال)  | 59          | باشگاه فوتبال راپید وین        |
| 4     | هافبک     | Ilian Kiriakov                       | ۴ اوت ۱۹۶۷ (۲۸ سال)     | 55          | باشگاه فوتبال آبردین           |
| 5     | مدافع     | Petar Houbchev                       | ۲۶ فوریه ۱۹۶۴ (۳۲ سال)  | 31          | باشگاه فوتبال هامبورگ          |
| 6     | هافبک     | Zlatko Yankov                        | ۷ اوت ۱۹۶۶ (۲۹ سال)     | 51          | باشگاه فوتبال اوردینگن ۰۵      |
| 7     | مهاجم     | امیل کوستادینف                       | ۱۲ اوت ۱۹۶۷ (۲۸ سال)    | 52          | باشگاه فوتبال بایرن مونیخ      |
| 8     | مهاجم     | هریستو استویچکوف                     | ۸ فوریه ۱۹۶۶ (۳۰ سال)   | 60          | باشگاه فوتبال پارما            |
| 9     | مهاجم     | لوبوسلاو پنو                         | ۳۱ اوت ۱۹۶۶ (۲۹ سال)    | 48          | باشگاه فوتبال اتلتیکو مادرید   |
| 10    | هافبک     | کراسیمیر بالاکوف                     | ۲۹ مارس ۱۹۶۶ (۳۰ سال)   | 53          | باشگاه فوتبال اشتوتگارت        |
| 11    | هافبک     | یوردان لچکوف                         | ۹ ژوئیه ۱۹۶۷ (۲۸ سال)   | 35          | باشگاه فوتبال هامبورگ          |
| 12    | دروازه‌بان | Dimitar Popov                        | ۲۷ فوریه ۱۹۷۰ (۲۶ سال)  | 13          | باشگاه فوتبال زسکا صوفیه       |
| 13    | هافبک     | Boncho Genchev                       | ۷ ژوئیه ۱۹۶۴ (۳۱ سال)   | 11          | باشگاه فوتبال لوتون تاون       |
| 14    | مهاجم     | Nasko Sirakov                        | ۲۶ آوریل ۱۹۶۲ (۳۴ سال)  | 79          | Slavia Sofia                   |
| 15    | هافبک     | Ivaylo Yordanov                      | ۲۲ آوریل ۱۹۶۸ (۲۸ سال)  | 24          | باشگاه فوتبال اسپورتینگ پرتغال |
| 16    | هافبک     | دانیل بوریمیروف                      | ۱۵ ژانویه ۱۹۷۰ (۲۶ سال) | 23          | باشگاه فوتبال مونیخ ۱۸۶۰       |
| 17    | مدافع     | Emil Kremenliev                      | ۱۳ اوت ۱۹۶۹ (۲۶ سال)    | 26          | باشگاه فوتبال المپیاکوس        |
| 18    | مدافع     | Tsanko Tsvetanov                     | ۶ ژانویه ۱۹۷۰ (۲۶ سال)  | 34          | Waldhof Mannheim               |
| 19    | مدافع     | گوشو جینچو                           | ۱۱ دسامبر ۱۹۶۹ (۲۶ سال) | 5           | باشگاه فوتبال دنیزلی اسپور     |
| 20    | مهاجم     | Georgi Donkov                        | ۲ ژوئن ۱۹۷۰ (۲۶ سال)    | 3           | باشگاه فوتبال بوخوم            |
| 21    | مهاجم     | Ivo Georgiev                         | ۱۲ مه ۱۹۷۲ (۲۴ سال)     | 1           | Spartak Varna                  |
| 22    | دروازه‌بان | زدراوکو زدراوکوف                     | ۴ اکتبر ۱۹۷۰ (۲۵ سال)   | 3           | Slavia Sofia                   |

### فرانسه
مربی: امه ژاکه
| شماره | جایگاه    | بازیکن                       | تاریخ تولد/سن           | بازی‌های ملی | باشگاه                     |
| ----- | --------- | ---------------------------- | ----------------------- | ----------- | -------------------------- |
| 1     | دروازه‌بان | برنارد لاما                  | ۷ آوریل ۱۹۶۳ (۳۳ سال)   | 29          | باشگاه فوتبال پاری سن-ژرمن |
| 2     | مدافع     | ژوسلین آنگلوما               | ۷ اوت ۱۹۶۵ (۳۰ سال)     | 35          | باشگاه فوتبال تورینو       |
| 3     | مدافع     | اریک دی مکو                  | ۷ سپتامبر ۱۹۶۳ (۳۲ سال) | 22          | باشگاه فوتبال موناکو       |
| 4     | مدافع     | فرانک لبوف                   | ۲۲ ژانویه ۱۹۶۸ (۲۸ سال) | 9           | باشگاه فوتبال استراسبورگ   |
| 5     | مدافع     | لوران بلان                   | ۱۹ نوامبر ۱۹۶۵ (۳۰ سال) | 51          | باشگاه فوتبال اوسر         |
| 6     | هافبک     | ونسان گرا                    | ۲۲ نوامبر ۱۹۶۵ (۳۰ سال) | 14          | باشگاه فوتبال پاری سن-ژرمن |
| 7     | هافبک     | دیدیه دشان(کاپیتان (فوتبال)) | ۱۵ اکتبر ۱۹۶۸ (۲۷ سال)  | 53          | باشگاه فوتبال یوونتوس      |
| 8     | هافبک     | مارسل دسایی                  | ۷ سپتامبر ۱۹۶۸ (۲۷ سال) | 25          | باشگاه فوتبال آ.ث. میلان   |
| 9     | هافبک     | یوری جورکائف                 | ۹ مارس ۱۹۶۸ (۲۸ سال)    | 20          | باشگاه فوتبال پاری سن-ژرمن |
| 10    | هافبک     | زین‌الدین زیدان               | ۲۳ ژوئن ۱۹۷۲ (۲۳ سال)   | 15          | باشگاه فوتبال بوردو        |
| 11    | مهاجم     | پاتریک لوکو                  | ۶ فوریه ۱۹۷۰ (۲۶ سال)   | 17          | باشگاه فوتبال پاری سن-ژرمن |
| 12    | مدافع     | بیسنته لیزارازو              | ۹ دسامبر ۱۹۶۹ (۲۶ سال)  | 21          | باشگاه فوتبال بوردو        |
| 13    | مهاجم     | کریستوف دوگاری               | ۲۴ مارس ۱۹۷۲ (۲۴ سال)   | 11          | باشگاه فوتبال بوردو        |
| 14    | هافبک     | صبری لاموشی                  | ۹ نوامبر ۱۹۷۱ (۲۴ سال)  | 8           | باشگاه فوتبال اوسر         |
| 15    | مدافع     | لیلیان تورام                 | ۱ ژانویه ۱۹۷۲ (۲۴ سال)  | 14          | باشگاه فوتبال موناکو       |
| 16    | دروازه‌بان | فابین بارتز                  | ۲۸ ژوئن ۱۹۷۱ (۲۴ سال)   | 4           | باشگاه فوتبال موناکو       |
| 17    | مهاجم     | میکائل مدر                   | ۸ مه ۱۹۶۸ (۲۸ سال)      | 3           | باشگاه فوتبال موناکو       |
| 18    | هافبک     | رینالد پدروس                 | ۱۰ اکتبر ۱۹۷۱ (۲۴ سال)  | 22          | باشگاه فوتبال نانت         |
| 19    | هافبک     | کریستین کارمبو               | ۳ دسامبر ۱۹۷۰ (۲۵ سال)  | 20          | باشگاه فوتبال سمپدوریا     |
| 20    | مدافع     | آلن روشه                     | ۱۴ اکتبر ۱۹۶۷ (۲۸ سال)  | 22          | باشگاه فوتبال پاری سن-ژرمن |
| 21    | هافبک     | کورنتا مارتینز               | ۱۱ ژوئیه ۱۹۶۹ (۲۶ سال)  | 14          | باشگاه فوتبال اوسر         |
| 22    | دروازه‌بان | برونو مارتینی                | ۲۵ ژانویه ۱۹۶۲ (۳۴ سال) | 31          | باشگاه ورزشی مون‌پلیه       |

### رومانی
مربی: آنگل یوردانسکو
| شماره | جایگاه    | بازیکن                        | تاریخ تولد/سن           | بازی‌های ملی | باشگاه                        |
| ----- | --------- | ----------------------------- | ----------------------- | ----------- | ----------------------------- |
| 1     | دروازه‌بان | بوگدان استلیا                 | ۵ دسامبر ۱۹۶۷ (۲۸ سال)  | 33          | Steaua București              |
| 2     | مدافع     | دن پترسکو                     | ۲۲ دسامبر ۱۹۶۷ (۲۸ سال) | 51          | باشگاه فوتبال چلسی            |
| 3     | مدافع     | دانیل پرودان                  | ۲۳ مارس ۱۹۷۲ (۲۴ سال)   | 32          | Steaua București              |
| 4     | مدافع     | میودراگ بلوددیچ               | ۲۰ مه ۱۹۶۴ (۳۲ سال)     | 47          | باشگاه فوتبال ویارئال         |
| 5     | هافبک     | Ioan Lupescu                  | ۹ دسامبر ۱۹۶۸ (۲۷ سال)  | 48          | باشگاه فوتبال بایر ۰۴ لورکوزن |
| 6     | مدافع     | گئورگه پوپسکو                 | ۹ اکتبر ۱۹۶۷ (۲۸ سال)   | 80          | باشگاه فوتبال بارسلونا        |
| 7     | مهاجم     | ماریوس لاکاتوش                | ۵ آوریل ۱۹۶۴ (۳۲ سال)   | 74          | Steaua București              |
| 8     | هافبک     | Ioan Sabău                    | ۱۲ فوریه ۱۹۶۸ (۲۸ سال)  | 47          | باشگاه فوتبال برشا            |
| 9     | مهاجم     | فلورین رادوچویو               | ۱۷ مارس ۱۹۷۰ (۲۶ سال)   | 37          | باشگاه فوتبال اسپانیول        |
| 10    | هافبک     | گئورگی هاجی(کاپیتان (فوتبال)) | ۵ فوریه ۱۹۶۵ (۳۱ سال)   | 97          | باشگاه فوتبال بارسلونا        |
| 11    | هافبک     | دورینل مونتینو                | ۲۵ ژوئن ۱۹۶۸ (۲۷ سال)   | 46          | باشگاه فوتبال کلن             |
| 12    | دروازه‌بان | فلورین پرونا                  | ۸ اوت ۱۹۶۸ (۲۷ سال)     | 31          | باشگاه فوتبال دینامو بخارست   |
| 13    | مدافع     | Tibor Selymes                 | ۱۴ مه ۱۹۷۰ (۲۶ سال)     | 29          | باشگاه فوتبال سرکل بروژ       |
| 14    | هافبک     | Constantin Gâlcă              | ۸ مارس ۱۹۷۲ (۲۴ سال)    | 17          | Steaua București              |
| 15    | مدافع     | Anton Doboș                   | ۱۳ اکتبر ۱۹۶۵ (۳۰ سال)  | 8           | Steaua București              |
| 16    | مدافع     | Gheorghe Mihali               | ۹ دسامبر ۱۹۶۵ (۳۰ سال)  | 30          | باشگاه فوتبال گنگام           |
| 17    | مدافع     | Iulian Filipescu              | ۲۹ مارس ۱۹۷۴ (۲۲ سال)   | 5           | Steaua București              |
| 18    | هافبک     | اوویدیو استینگا               | ۵ دسامبر ۱۹۷۲ (۲۳ سال)  | 13          | Salamanca                     |
| 19    | مهاجم     | آدریان ایلیه                  | ۲۰ آوریل ۱۹۷۴ (۲۲ سال)  | 5           | Steaua București              |
| 20    | مهاجم     | ویورل مولدووان                | ۸ ژوئیه ۱۹۷۲ (۲۳ سال)   | 10          | Neuchâtel Xamax               |
| 21    | مهاجم     | Ion Vladoiu                   | ۵ نوامبر ۱۹۶۸ (۲۷ سال)  | 19          | Steaua București              |
| 22    | دروازه‌بان | Florin Tene                   | ۱۰ نوامبر ۱۹۶۸ (۲۷ سال) | 6           | باشگاه فوتبال راپید بخارست    |

### اسپانیا
مربی: خاویر کلمنته
| شماره | جایگاه    | بازیکن                             | تاریخ تولد/سن            | بازی‌های ملی | باشگاه                          |
| ----- | --------- | ---------------------------------- | ------------------------ | ----------- | ------------------------------- |
| 1     | دروازه‌بان | آندونی زوبیزارتا(کاپیتان (فوتبال)) | ۲۳ اکتبر ۱۹۶۱ (۳۴ سال)   | 106         | باشگاه فوتبال والنسیا           |
| 2     | مدافع     | خوان مانوئل لوپز                   | ۳ سپتامبر ۱۹۶۹ (۲۶ سال)  | 7           | باشگاه فوتبال اتلتیکو مادرید    |
| 3     | مدافع     | Alberto Belsué                     | ۲ مارس ۱۹۶۸ (۲۸ سال)     | 12          | باشگاه فوتبال رئال ساراگوسا     |
| 4     | مدافع     | رافائل آلکورتا                     | ۱۶ سپتامبر ۱۹۶۸ (۲۷ سال) | 35          | باشگاه فوتبال رئال مادرید       |
| 5     | مدافع     | آبلاردو فرناندز                    | ۱۹ آوریل ۱۹۷۰ (۲۶ سال)   | 25          | باشگاه فوتبال بارسلونا          |
| 6     | هافبک     | فرناندو ئیه‌رو                      | ۲۳ مارس ۱۹۶۸ (۲۸ سال)    | 41          | باشگاه فوتبال رئال مادرید       |
| 7     | هافبک     | خوزه امیلیو آماویسکا               | ۱۹ ژوئن ۱۹۷۱ (۲۴ سال)    | 10          | باشگاه فوتبال رئال مادرید       |
| 8     | هافبک     | خولن گوئررو                        | ۷ ژانویه ۱۹۷۴ (۲۲ سال)   | 22          | باشگاه فوتبال اتلتیک بیلبائو    |
| 9     | مهاجم     | خوان آنتونیو پیزی                  | ۷ ژوئن ۱۹۶۸ (۲۸ سال)     | 11          | باشگاه ورزشی تنریف              |
| 10    | هافبک     | دوناتو گاما دا سیلوا               | ۳۰ دسامبر ۱۹۶۲ (۳۳ سال)  | 11          | باشگاه فوتبال دپورتیوو لاکرونیا |
| 11    | مهاجم     | آلفونسو پرز                        | ۲۶ سپتامبر ۱۹۷۲ (۲۳ سال) | 11          | باشگاه فوتبال رئال بتیس         |
| 12    | مدافع     | سرجی بارخوان                       | ۲۸ دسامبر ۱۹۷۱ (۲۴ سال)  | 18          | باشگاه فوتبال بارسلونا          |
| 13    | دروازه‌بان | سانتیاگو کانیایزارس                | ۱۸ دسامبر ۱۹۶۹ (۲۶ سال)  | 9           | باشگاه فوتبال رئال مادرید       |
| 14    | مهاجم     | کیکو                               | ۲۶ آوریل ۱۹۷۲ (۲۴ سال)   | 8           | باشگاه فوتبال اتلتیکو مادرید    |
| 15    | هافبک     | خوزه لوییس کامینرو                 | ۸ نوامبر ۱۹۶۷ (۲۸ سال)   | 18          | باشگاه فوتبال اتلتیکو مادرید    |
| 16    | مدافع     | خورخه اوترو                        | ۲۸ ژانویه ۱۹۶۹ (۲۷ سال)  | 8           | باشگاه فوتبال والنسیا           |
| 17    | مهاجم     | خاویر مانخارین                     | ۳۱ دسامبر ۱۹۶۹ (۲۶ سال)  | 6           | باشگاه فوتبال دپورتیوو لاکرونیا |
| 18    | هافبک     | گیلرمو آمور                        | ۴ دسامبر ۱۹۶۷ (۲۸ سال)   | 18          | باشگاه فوتبال بارسلونا          |
| 19    | مهاجم     | خولیو سالیناس                      | ۱۱ سپتامبر ۱۹۶۲ (۳۳ سال) | 54          | باشگاه فوتبال اسپورتینگ خیخون   |
| 20    | مدافع     | میگل آنخل نادال                    | ۲۸ ژوئیه ۱۹۶۶ (۲۹ سال)   | 30          | باشگاه فوتبال بارسلونا          |
| 21    | هافبک     | لوییس انریکه                       | ۸ مه ۱۹۷۰ (۲۶ سال)       | 22          | باشگاه فوتبال رئال مادرید       |
| 22    | دروازه‌بان | خوزه فرانسیسکو مولینا              | ۸ اوت ۱۹۷۰ (۲۵ سال)      | 1           | باشگاه فوتبال اتلتیکو مادرید    |

## گروه C

### جمهوری چک
مربی: دوشان اورین
| شماره | جایگاه    | بازیکن                           | تاریخ تولد/سن            | بازی‌های ملی | باشگاه                        |
| ----- | --------- | -------------------------------- | ------------------------ | ----------- | ----------------------------- |
| 1     | دروازه‌بان | Petr Kouba                       | ۲۸ نوامبر ۱۹۶۹ (۲۶ سال)  | 30          | باشگاه فوتبال اسپارتا پراگ    |
| 2     | هافبک     | Radoslav Látal                   | ۶ ژانویه ۱۹۷۰ (۲۶ سال)   | 29          | باشگاه فوتبال شالکه ۰۴        |
| 3     | مدافع     | Jan Suchopárek                   | ۲۳ سپتامبر ۱۹۶۹ (۲۶ سال) | 31          | باشگاه فوتبال اسلاویا پراگ    |
| 4     | هافبک     | پاول ندود                        | ۳۰ اوت ۱۹۷۲ (۲۳ سال)     | 9           | باشگاه فوتبال اسپارتا پراگ    |
| 5     | مدافع     | Miroslav Kadlec                  | ۲۲ ژوئن ۱۹۶۴ (۳۱ سال)    | 53          | باشگاه فوتبال کایزرسلاوترن    |
| 6     | هافبک     | Václav Němeček(کاپیتان (فوتبال)) | ۲۵ ژانویه ۱۹۶۷ (۲۹ سال)  | 56          | باشگاه فوتبال سروت ۱۸۹۰       |
| 7     | هافبک     | Jiří Němec                       | ۱۵ مه ۱۹۶۶ (۳۰ سال)      | 35          | باشگاه فوتبال شالکه ۰۴        |
| 8     | هافبک     | کارل پوبورسکی                    | ۳۰ مارس ۱۹۷۲ (۲۴ سال)    | 14          | باشگاه فوتبال اسلاویا پراگ    |
| 9     | مهاجم     | Pavel Kuka                       | ۱۹ ژوئیه ۱۹۶۸ (۲۷ سال)   | 43          | باشگاه فوتبال کایزرسلاوترن    |
| 10    | مهاجم     | Radek Drulák                     | ۱۲ ژانویه ۱۹۶۲ (۳۴ سال)  | 13          | Petra Drnovice                |
| 11    | هافبک     | Martin Frýdek                    | ۹ مارس ۱۹۶۹ (۲۷ سال)     | 24          | باشگاه فوتبال اسپارتا پراگ    |
| 12    | مدافع     | Luboš Kubík                      | ۲۰ ژانویه ۱۹۶۴ (۳۲ سال)  | 48          | Petra Drnovice                |
| 13    | هافبک     | Radek Bejbl                      | ۲۹ اوت ۱۹۷۲ (۲۳ سال)     | 8           | باشگاه فوتبال اسلاویا پراگ    |
| 14    | هافبک     | پاتریک برگر                      | ۱۰ نوامبر ۱۹۷۳ (۲۲ سال)  | 15          | باشگاه فوتبال بروسیا دورتموند |
| 15    | مدافع     | Michal Horňák                    | ۲۸ آوریل ۱۹۷۰ (۲۶ سال)   | 6           | باشگاه فوتبال اسپارتا پراگ    |
| 16    | دروازه‌بان | Pavel Srníček                    | ۱۰ مارس ۱۹۶۸ (۲۸ سال)    | 4           | باشگاه فوتبال نیوکاسل یونایتد |
| 17    | مهاجم     | ولادیمیر اسمیچر                  | ۲۴ مه ۱۹۷۳ (۲۳ سال)      | 3           | باشگاه فوتبال اسلاویا پراگ    |
| 18    | مدافع     | Martin Kotůlek                   | ۱۱ سپتامبر ۱۹۶۹ (۲۶ سال) | 3           | باشگاه فوتبال سیگما اولوموتس  |
| 19    | مدافع     | Karel Rada                       | ۲ مارس ۱۹۷۱ (۲۵ سال)     | 2           | باشگاه فوتبال سیگما اولوموتس  |
| 20    | هافبک     | Pavel Novotný                    | ۱۴ سپتامبر ۱۹۷۳ (۲۲ سال) | 0           | باشگاه فوتبال اسلاویا پراگ    |
| 21    | مهاجم     | Milan Kerbr                      | ۹ ژوئن ۱۹۶۷ (۲۸ سال)     | 2           | باشگاه فوتبال سیگما اولوموتس  |
| 22    | دروازه‌بان | Ladislav Maier                   | ۴ ژانویه ۱۹۶۶ (۳۰ سال)   | 1           | باشگاه فوتبال اسلوان لیبرتس   |

### آلمان
مربی: برتی فوگتس
| شماره | جایگاه    | بازیکن                          | تاریخ تولد/سن           | بازی‌های ملی | باشگاه                           |
| ----- | --------- | ------------------------------- | ----------------------- | ----------- | -------------------------------- |
| 1     | دروازه‌بان | آندریاس کوپکه                   | ۱۲ مارس ۱۹۶۲ (۳۴ سال)   | 33          | باشگاه فوتبال آینتراخت فرانکفورت |
| 2     | مدافع     | اشتفان روتر                     | ۱۶ اکتبر ۱۹۶۶ (۲۹ سال)  | 53          | باشگاه فوتبال بروسیا دورتموند    |
| 3     | هافبک     | مارکو بوده                      | ۲۳ ژوئیه ۱۹۶۹ (۲۶ سال)  | 3           | باشگاه ورزشی وردر برمن           |
| 4     | هافبک     | اشتفان فرویند                   | ۱۹ ژانویه ۱۹۷۰ (۲۶ سال) | 15          | باشگاه فوتبال بروسیا دورتموند    |
| 5     | مدافع     | توماس هلمر                      | ۲۱ آوریل ۱۹۶۵ (۳۱ سال)  | 48          | باشگاه فوتبال بایرن مونیخ        |
| 6     | مدافع     | ماتیاس سامر                     | ۵ سپتامبر ۱۹۶۷ (۲۸ سال) | 64          | باشگاه فوتبال بروسیا دورتموند    |
| 7     | هافبک     | اندریاس مولر                    | ۲ سپتامبر ۱۹۶۷ (۲۸ سال) | 61          | باشگاه فوتبال بروسیا دورتموند    |
| 8     | هافبک     | مهمت شول                        | ۱۶ اکتبر ۱۹۷۰ (۲۵ سال)  | 9           | باشگاه فوتبال بایرن مونیخ        |
| 9     | مهاجم     | فردی بوبیچ                      | ۳۰ اکتبر ۱۹۷۱ (۲۴ سال)  | 8           | باشگاه فوتبال اشتوتگارت          |
| 10    | هافبک     | توماس هسلر                      | ۳۰ مه ۱۹۶۶ (۳۰ سال)     | 74          | باشگاه فوتبال کارلسروهه          |
| 11    | مهاجم     | اشتفان کونتس                    | ۳۰ اکتبر ۱۹۶۲ (۳۳ سال)  | 18          | باشگاه فوتبال بشیکتاش            |
| 12    | دروازه‌بان | الیور کان                       | ۱۵ ژوئن ۱۹۶۹ (۲۶ سال)   | 4           | باشگاه فوتبال بایرن مونیخ        |
| 13    | هافبک     | ماریو باسلر                     | ۱۸ دسامبر ۱۹۶۸ (۲۷ سال) | 19          | باشگاه فوتبال بایرن مونیخ        |
| 14    | مدافع     | مارکوس بابل                     | ۸ سپتامبر ۱۹۷۲ (۲۳ سال) | 14          | باشگاه فوتبال بایرن مونیخ        |
| 15    | مدافع     | یورگن کولر                      | ۶ اکتبر ۱۹۶۵ (۳۰ سال)   | 83          | باشگاه فوتبال بروسیا دورتموند    |
| 16    | مدافع     | رنه اشنایدر (بازیکن فوتبال)     | ۱ فوریه ۱۹۷۳ (۲۳ سال)   | 1           | باشگاه فوتبال هانزا روستوک       |
| 17    | مدافع     | کریستیان سایگه                  | ۱ فوریه ۱۹۷۲ (۲۴ سال)   | 19          | باشگاه فوتبال بایرن مونیخ        |
| 18    | مهاجم     | یورگن کلینزمن(کاپیتان (فوتبال)) | ۳۰ ژوئیه ۱۹۶۴ (۳۱ سال)  | 85          | باشگاه فوتبال بایرن مونیخ        |
| 19    | هافبک     | توماس اشترونتس                  | ۲۵ آوریل ۱۹۶۸ (۲۸ سال)  | 27          | باشگاه فوتبال بایرن مونیخ        |
| 20    | مهاجم     | الیور بیرهوف                    | ۱ مه ۱۹۶۸ (۲۸ سال)      | 5           | باشگاه فوتبال اودینزه            |
| 21    | هافبک     | دیتر آیلتس                      | ۱۳ دسامبر ۱۹۶۴ (۳۱ سال) | 17          | باشگاه ورزشی وردر برمن           |
| 22    | دروازه‌بان | الیور رک                        | ۲۷ فوریه ۱۹۶۵ (۳۱ سال)  | 1           | باشگاه ورزشی وردر برمن           |
| 23    | هافبک     | ینس توت                         | ۵ ژانویه ۱۹۷۰ (۲۶ سال)  | 3           | باشگاه فوتبال فرایبورگ           |

### ایتالیا
مربی: آریگو ساکی
| شماره | جایگاه    | بازیکن                           | تاریخ تولد/سن            | بازی‌های ملی | باشگاه                        |
| ----- | --------- | -------------------------------- | ------------------------ | ----------- | ----------------------------- |
| 1     | دروازه‌بان | آنجلو پروتزی                     | ۱۶ فوریه ۱۹۷۰ (۲۶ سال)   | 8           | باشگاه فوتبال یوونتوس         |
| 2     | مدافع     | لوئیجی آپولونی                   | ۲ مه ۱۹۶۷ (۲۹ سال)       | 13          | باشگاه فوتبال پارما           |
| 3     | مدافع     | پائولو مالدینی(کاپیتان (فوتبال)) | ۲۶ ژوئن ۱۹۶۸ (۲۷ سال)    | 69          | باشگاه فوتبال آ.ث. میلان      |
| 4     | مدافع     | آمدئو کاربونی                    | ۶ آوریل ۱۹۶۵ (۳۱ سال)    | 12          | باشگاه فوتبال آ.اس. رم        |
| 5     | مدافع     | الساندرو کاستاکورتا              | ۲۴ آوریل ۱۹۶۶ (۳۰ سال)   | 36          | باشگاه فوتبال آ.ث. میلان      |
| 6     | مدافع     | الساندرو نستا                    | ۱۹ مارس ۱۹۷۶ (۲۰ سال)    | 0           | باشگاه ورزشی لاتزیو           |
| 7     | هافبک     | روبرتو دونادونی                  | ۹ سپتامبر ۱۹۶۳ (۳۲ سال)  | 60          | باشگاه فوتبال نیویورک رد بولز |
| 8     | مدافع     | روبرتو موسی                      | ۲۵ اوت ۱۹۶۳ (۳۲ سال)     | 8           | باشگاه فوتبال پارما           |
| 9     | مدافع     | مورنو تورریچلی                   | ۲۳ ژانویه ۱۹۷۰ (۲۶ سال)  | 4           | باشگاه فوتبال یوونتوس         |
| 10    | هافبک     | دیمیتریو آلبرتینی                | ۲۳ اوت ۱۹۷۱ (۲۴ سال)     | 40          | باشگاه فوتبال آ.ث. میلان      |
| 11    | هافبک     | دینو باجو                        | ۲۴ ژوئیه ۱۹۷۱ (۲۴ سال)   | 34          | باشگاه فوتبال پارما           |
| 12    | دروازه‌بان | فرانچسکو تولدو                   | ۲ دسامبر ۱۹۷۱ (۲۴ سال)   | 3           | باشگاه فوتبال فیورنتینا       |
| 13    | هافبک     | فابیو روسیتو                     | ۲۱ سپتامبر ۱۹۷۱ (۲۴ سال) | 1           | باشگاه فوتبال اودینزه         |
| 14    | مهاجم     | آلساندرو دل‌پیرو                  | ۹ نوامبر ۱۹۷۴ (۲۱ سال)   | 10          | باشگاه فوتبال یوونتوس         |
| 15    | هافبک     | آنجلو دی لیویو                   | ۲۶ ژوئیه ۱۹۶۶ (۲۹ سال)   | 5           | باشگاه فوتبال یوونتوس         |
| 16    | هافبک     | روبرتو دی ماتئو                  | ۲۹ مه ۱۹۷۰ (۲۶ سال)      | 14          | باشگاه ورزشی لاتزیو           |
| 17    | هافبک     | دیجو فوسر                        | ۱۱ نوامبر ۱۹۶۸ (۲۷ سال)  | 5           | باشگاه ورزشی لاتزیو           |
| 18    | مهاجم     | پیرلوئیجی کازیراگی               | ۴ مارس ۱۹۶۹ (۲۷ سال)     | 32          | باشگاه ورزشی لاتزیو           |
| 19    | مهاجم     | انریکو کیه‌زا                     | ۲۹ دسامبر ۱۹۷۰ (۲۵ سال)  | 2           | باشگاه فوتبال سمپدوریا        |
| 20    | مهاجم     | فابریتسیو راوانلی                | ۱۲ نوامبر ۱۹۶۸ (۲۷ سال)  | 10          | باشگاه فوتبال یوونتوس         |
| 21    | مهاجم     | جان‌فرانکو زولا                   | ۵ ژوئیه ۱۹۶۶ (۲۹ سال)    | 14          | باشگاه فوتبال پارما           |
| 22    | دروازه‌بان | لوکا بوچی                        | ۱۳ مارس ۱۹۶۹ (۲۷ سال)    | 3           | باشگاه فوتبال پارما           |

### روسیه
مربی: اولگ رومانسف
| شماره | جایگاه    | بازیکن                                      | تاریخ تولد/سن            | بازی‌های ملی | باشگاه                       |
| ----- | --------- | ------------------------------------------- | ------------------------ | ----------- | ---------------------------- |
| 1     | دروازه‌بان | دمیتری خارین                                | ۱۶ اوت ۱۹۶۸ (۲۷ سال)     | 35          | باشگاه فوتبال چلسی           |
| 2     | مدافع     | Omari Tetradze                              | ۱۳ اکتبر ۱۹۶۹ (۲۶ سال)   | 23          | Alania Vladikavkaz           |
| 3     | مدافع     | یوری نیکیفوروف                              | ۱۶ سپتامبر ۱۹۷۰ (۲۵ سال) | 30          | باشگاه فوتبال اسپارتاک مسکو  |
| 4     | هافبک     | Ilia Tsymbalar                              | ۱۷ ژوئن ۱۹۶۹ (۲۶ سال)    | 16          | باشگاه فوتبال اسپارتاک مسکو  |
| 5     | مدافع     | یوری کاوتن                                  | ۵ ژانویه ۱۹۷۰ (۲۶ سال)   | 16          | باشگاه فوتبال دینامو مسکو    |
| 6     | هافبک     | والری کارپین                                | ۲ فوریه ۱۹۶۹ (۲۷ سال)    | 31          | باشگاه فوتبال رئال سوسیداد   |
| 7     | مدافع     | ویکتور اونوپکو(کاپیتان (فوتبال))            | ۱۴ اکتبر ۱۹۶۹ (۲۶ سال)   | 43          | باشگاه فوتبال رئال اویدو     |
| 8     | هافبک     | آندری کانچلسکیس                             | ۲۳ ژانویه ۱۹۶۹ (۲۷ سال)  | 44          | باشگاه فوتبال اورتون         |
| 9     | مهاجم     | Igor Kolyvanov                              | ۶ مارس ۱۹۶۸ (۲۸ سال)     | 42          | باشگاه فوتبال فوجا           |
| 10    | هافبک     | الکساندر مستووی                             | ۲۲ اوت ۱۹۶۸ (۲۷ سال)     | 32          | باشگاه فوتبال استراسبورگ     |
| 11    | مهاجم     | Sergei Kiriakov                             | ۱ ژانویه ۱۹۷۰ (۲۶ سال)   | 35          | باشگاه فوتبال کارلسروهه      |
| 12    | دروازه‌بان | استانیسلاو چرچسوف                           | ۲ سپتامبر ۱۹۶۳ (۳۲ سال)  | 36          | باشگاه فوتبال تیرول اینسبروک |
| 13    | مدافع     | Yevgeni Bushmanov                           | ۲ نوامبر ۱۹۷۱ (۲۴ سال)   | 3           | باشگاه فوتبال زسکا مسکو      |
| 14    | مهاجم     | ایگور دوبروولسکی                            | ۲۷ اوت ۱۹۶۷ (۲۸ سال)     | 45          | بازیکن آزاد                  |
| 15    | هافبک     | ایگور شالیموف                               | ۲ فوریه ۱۹۶۹ (۲۷ سال)    | 44          | باشگاه فوتبال اودینزه        |
| 16    | مهاجم     | Igor Simutenkov                             | ۳ آوریل ۱۹۷۳ (۲۳ سال)    | 7           | باشگاه فوتبال رجانا          |
| 17    | مهاجم     | ولادیمیر بسچاستنیخ                          | ۱ آوریل ۱۹۷۴ (۲۲ سال)    | 18          | باشگاه ورزشی وردر برمن       |
| 18    | مدافع     | Igor Yanovskiy                              | ۳ اوت ۱۹۷۴ (۲۱ سال)      | 2           | Alania Vladikavkaz           |
| 19    | هافبک     | ولادیسلاو رادیموف                           | ۲۶ نوامبر ۱۹۷۵ (۲۰ سال)  | 9           | باشگاه فوتبال زسکا مسکو      |
| 20    | مدافع     | سرگی گورلوکویچ                              | ۱۸ نوامبر ۱۹۶۱ (۳۴ سال)  | 37          | باشگاه فوتبال اسپارتاک مسکو  |
| 21    | هافبک     | دیمیتری خخلف                                | ۲۲ دسامبر ۱۹۷۵ (۲۰ سال)  | 0           | باشگاه فوتبال زسکا مسکو      |
| 22    | دروازه‌بان | سرگئی اووچینیکوف (بازیکن فوتبال، زاده ۱۹۷۰) | ۱۰ نوامبر ۱۹۷۰ (۲۵ سال)  | 3           | باشگاه فوتبال لوکوموتیو مسکو |

## گروه D

### کرواسی
مربی: میروسلاو بلاژویچ
| شماره | جایگاه    | بازیکن                           | تاریخ تولد/سن            | بازی‌های ملی | باشگاه                       |
| ----- | --------- | -------------------------------- | ------------------------ | ----------- | ---------------------------- |
| 1     | دروازه‌بان | دراژن لادیچ                      | ۱ ژانویه ۱۹۶۳ (۳۳ سال)   | 25          | باشگاه فوتبال دینامو زاگرب   |
| 2     | هافبک     | نیکولا یورچویچ                   | ۱۴ سپتامبر ۱۹۶۶ (۲۹ سال) | 14          | باشگاه فوتبال فرایبورگ       |
| 3     | مدافع     | روبرت یارنی                      | ۲۶ اکتبر ۱۹۶۸ (۲۷ سال)   | 28          | باشگاه فوتبال رئال بتیس      |
| 4     | مدافع     | ایگور اشتیماتس                   | ۶ سپتامبر ۱۹۶۷ (۲۸ سال)  | 18          | باشگاه فوتبال دربی کانتی     |
| 5     | مدافع     | نیکولا یرکان                     | ۸ دسامبر ۱۹۶۴ (۳۱ سال)   | 22          | باشگاه فوتبال رئال اویدو     |
| 6     | مدافع     | اسلاون بیلیچ                     | ۱۱ سپتامبر ۱۹۶۸ (۲۷ سال) | 21          | باشگاه فوتبال وستهام یونایتد |
| 7     | هافبک     | آلیوشا آسانوویچ                  | ۱۴ دسامبر ۱۹۶۵ (۳۰ سال)  | 23          | باشگاه فوتبال هایدوک اسپلیت  |
| 8     | هافبک     | روبرت پروسینچکی                  | ۱۲ ژانویه ۱۹۶۹ (۲۷ سال)  | 30          | باشگاه فوتبال بارسلونا       |
| 9     | مهاجم     | داور شوکر                        | ۱ ژانویه ۱۹۶۸ (۲۸ سال)   | 22          | باشگاه فوتبال سویا           |
| 10    | هافبک     | زوونیمیر بوبان(کاپیتان (فوتبال)) | ۸ اکتبر ۱۹۶۸ (۲۷ سال)    | 23          | باشگاه فوتبال آ.ث. میلان     |
| 11    | مهاجم     | آلن بوکشیچ                       | ۲۱ ژانویه ۱۹۷۰ (۲۶ سال)  | 13          | باشگاه ورزشی لاتزیو          |
| 12    | دروازه‌بان | ماریان مرمیچ                     | ۶ مه ۱۹۶۵ (۳۱ سال)       | 5           | باشگاه فوتبال بشیکتاش        |
| 13    | هافبک     | ماریو استانیچ                    | ۱۰ آوریل ۱۹۷۲ (۲۴ سال)   | 10          | باشگاه فوتبال کلوب بروژ      |
| 14    | مدافع     | زوونیمیر سولدو                   | ۲ نوامبر ۱۹۶۷ (۲۸ سال)   | 13          | باشگاه فوتبال دینامو زاگرب   |
| 15    | مدافع     | دوبرافکو پاولیچیچ                | ۲۸ نوامبر ۱۹۶۷ (۲۸ سال)  | 18          | باشگاه فوتبال هرکولس         |
| 16    | هافبک     | ملادن ملادنوویچ                  | ۱۳ سپتامبر ۱۹۶۴ (۳۱ سال) | 14          | باشگاه فوتبال گامبا اوساکا   |
| 17    | مهاجم     | ایگور پامیچ                      | ۱۹ نوامبر ۱۹۶۹ (۲۶ سال)  | 3           | باشگاه فوتبال اوسیک          |
| 18    | مدافع     | الویس برایکوویچ                  | ۱۲ ژوئن ۱۹۶۹ (۲۶ سال)    | 8           | باشگاه فوتبال مونیخ ۱۸۶۰     |
| 19    | مهاجم     | گوران ولائوویچ                   | ۷ اوت ۱۹۷۲ (۲۳ سال)      | 11          | باشگاه فوتبال پادوا          |
| 20    | مدافع     | داریو شیمیچ                      | ۱۲ نوامبر ۱۹۷۵ (۲۰ سال)  | 3           | باشگاه فوتبال دینامو زاگرب   |
| 21    | مهاجم     | ایگور سویتانوویچ                 | ۱ نوامبر ۱۹۷۰ (۲۵ سال)   | 6           | باشگاه فوتبال دینامو زاگرب   |
| 22    | دروازه‌بان | تونچی گابریچ                     | ۱۱ نوامبر ۱۹۶۱ (۳۴ سال)  | 4           | باشگاه فوتبال هایدوک اسپلیت  |

### دانمارک
مربی: ریچارد مولر نیلسن
| شماره | جایگاه    | بازیکن                               | تاریخ تولد/سن           | بازی‌های ملی | باشگاه                         |
| ----- | --------- | ------------------------------------ | ----------------------- | ----------- | ------------------------------ |
| 1     | دروازه‌بان | پیتر اشمایکل                         | ۱۸ نوامبر ۱۹۶۳ (۳۲ سال) | 84          | باشگاه فوتبال منچستر یونایتد   |
| 2     | مدافع     | توماس هلوگ                           | ۲۴ ژوئن ۱۹۷۱ (۲۴ سال)   | 13          | باشگاه فوتبال اودینزه          |
| 3     | مدافع     | مارک ریپر                            | ۵ ژوئن ۱۹۶۸ (۲۸ سال)    | 38          | باشگاه فوتبال وستهام یونایتد   |
| 4     | مدافع     | لارس اولسن                           | ۲ فوریه ۱۹۶۱ (۳۵ سال)   | 84          | باشگاه فوتبال بروندبی          |
| 5     | مدافع     | Jes Høgh                             | ۷ مه ۱۹۶۶ (۳۰ سال)      | 21          | باشگاه فوتبال فنرباغچه         |
| 6     | هافبک     | Michael Schjønberg                   | ۱۹ ژانویه ۱۹۶۷ (۲۹ سال) | 13          | باشگاه فوتبال ادنسه            |
| 7     | هافبک     | برایان استین نیلسن                   | ۲۸ دسامبر ۱۹۶۸ (۲۷ سال) | 35          | باشگاه فوتبال ادنسه            |
| 8     | هافبک     | Claus Thomsen                        | ۳۱ مه ۱۹۷۰ (۲۶ سال)     | 6           | باشگاه فوتبال ایپسویچ تاون     |
| 9     | مهاجم     | میکل بک                              | ۱۲ مه ۱۹۷۳ (۲۳ سال)     | 9           | باشگاه فوتبال اس‌سی فورتونا کلن |
| 10    | هافبک     | میکل لادروپ(کاپیتان (فوتبال))        | ۱۵ ژوئن ۱۹۶۴ (۳۱ سال)   | 88          | باشگاه فوتبال رئال مادرید      |
| 11    | مهاجم     | برایان لادروپ                        | ۲۲ فوریه ۱۹۶۹ (۲۷ سال)  | 63          | باشگاه فوتبال رنجرز            |
| 12    | مدافع     | توربن پیچنیک                         | ۲۱ مه ۱۹۶۳ (۳۳ سال)     | 14          | باشگاه ورزشی آرهوس             |
| 13    | هافبک     | هنریک لارسن (بازیکن فوتبال دانمارکی) | ۱۷ مه ۱۹۶۶ (۳۰ سال)     | 36          | Lyngby                         |
| 14    | مدافع     | Jens Risager                         | ۹ آوریل ۱۹۷۱ (۲۵ سال)   | 12          | باشگاه فوتبال بروندبی          |
| 15    | مهاجم     | اریک بو اندرسن                       | ۱۴ نوامبر ۱۹۷۰ (۲۵ سال) | 5           | باشگاه فوتبال رنجرز            |
| 16    | دروازه‌بان | Lars Høgh                            | ۱۴ ژانویه ۱۹۵۹ (۳۷ سال) | 8           | باشگاه فوتبال ادنسه            |
| 17    | هافبک     | الن نیلسن                            | ۱۳ مارس ۱۹۷۱ (۲۵ سال)   | 3           | باشگاه فوتبال بروندبی          |
| 18    | هافبک     | Kim Vilfort                          | ۱۵ نوامبر ۱۹۶۲ (۳۳ سال) | 75          | باشگاه فوتبال بروندبی          |
| 19    | هافبک     | استیگ توفتینگ                        | ۱۴ اوت ۱۹۶۹ (۲۶ سال)    | 2           | باشگاه ورزشی آرهوس             |
| 20    | مدافع     | یاکوب لائورسن                        | ۶ اکتبر ۱۹۷۱ (۲۴ سال)   | 11          | باشگاه فوتبال سیلکبورگ         |
| 21    | مهاجم     | سورن اندرسن                          | ۳۱ ژانویه ۱۹۷۰ (۲۶ سال) | 2           | باشگاه فوتبال اوبی             |
| 22    | دروازه‌بان | Mogens Krogh                         | ۳۱ اکتبر ۱۹۶۳ (۳۲ سال)  | 5           | باشگاه فوتبال بروندبی          |

### پرتغال
کربی: آنتونیو اولیویرا
| شماره | جایگاه    | بازیکن                       | تاریخ تولد/سن            | بازی‌های ملی | باشگاه                         |
| ----- | --------- | ---------------------------- | ------------------------ | ----------- | ------------------------------ |
| 1     | دروازه‌بان | ویتور بایا(کاپیتان (فوتبال)) | ۱۵ اکتبر ۱۹۶۹ (۲۶ سال)   | 41          | باشگاه فوتبال پورتو            |
| 2     | مدافع     | Carlos Secretário            | ۱۲ مه ۱۹۷۰ (۲۶ سال)      | 13          | باشگاه فوتبال پورتو            |
| 3     | مدافع     | Paulinho Santos              | ۲۱ نوامبر ۱۹۷۰ (۲۵ سال)  | 12          | باشگاه فوتبال پورتو            |
| 4     | هافبک     | اوسیانو دا کروز              | ۲۹ ژوئیه ۱۹۶۲ (۳۳ سال)   | 40          | باشگاه فوتبال اسپورتینگ پرتغال |
| 5     | مدافع     | فرناندو کوتو                 | ۲ اوت ۱۹۶۹ (۲۶ سال)      | 32          | باشگاه فوتبال پارما            |
| 6     | هافبک     | José Tavares                 | ۲۵ آوریل ۱۹۶۶ (۳۰ سال)   | 5           | باشگاه فوتبال بوآویشتا         |
| 7     | هافبک     | Vítor Paneira                | ۱۶ فوریه ۱۹۶۶ (۳۰ سال)   | 44          | باشگاه فوتبال ویتوریا گیماریش  |
| 8     | مهاجم     | ژوآو پینتو                   | ۱۹ اوت ۱۹۷۱ (۲۴ سال)     | 24          | باشگاه فوتبال بنفیکا           |
| 9     | مهاجم     | Ricardo Sá Pinto             | ۱۰ اکتبر ۱۹۷۲ (۲۳ سال)   | 10          | باشگاه فوتبال اسپورتینگ پرتغال |
| 10    | هافبک     | روی کاستا                    | ۲۹ مارس ۱۹۷۲ (۲۴ سال)    | 21          | باشگاه فوتبال فیورنتینا        |
| 11    | مهاجم     | خورخه کادته                  | ۲۷ اوت ۱۹۶۸ (۲۷ سال)     | 23          | باشگاه فوتبال سلتیک            |
| 12    | دروازه‌بان | Alfredo Castro               | ۵ اکتبر ۱۹۶۲ (۳۳ سال)    | 3           | باشگاه فوتبال بوآویشتا         |
| 13    | مدافع     | Dimas                        | ۱۶ فوریه ۱۹۶۹ (۲۷ سال)   | 6           | باشگاه فوتبال بنفیکا           |
| 14    | هافبک     | پدرو باربوسا                 | ۶ اوت ۱۹۷۰ (۲۵ سال)      | 9           | باشگاه فوتبال اسپورتینگ پرتغال |
| 15    | مهاجم     | دومنیگوس                     | ۲ ژانویه ۱۹۶۹ (۲۷ سال)   | 27          | باشگاه فوتبال پورتو            |
| 16    | مدافع     | هلدر (بازیکن فوتبال)         | ۲۱ مارس ۱۹۷۱ (۲۵ سال)    | 19          | باشگاه فوتبال بنفیکا           |
| 17    | مهاجم     | هوگو پروفیریو                | ۲۸ سپتامبر ۱۹۷۳ (۲۲ سال) | 4           | باشگاه فوتبال لیریا            |
| 18    | مهاجم     | António Folha                | ۲۱ مه ۱۹۷۱ (۲۵ سال)      | 19          | باشگاه فوتبال پورتو            |
| 19    | هافبک     | پائولو سوزا                  | ۳۰ اوت ۱۹۷۰ (۲۵ سال)     | 24          | باشگاه فوتبال یوونتوس          |
| 20    | هافبک     | لوئیس فیگو                   | ۴ نوامبر ۱۹۷۲ (۲۳ سال)   | 27          | باشگاه فوتبال بارسلونا         |
| 21    | مدافع     | Paulo Madeira                | ۶ سپتامبر ۱۹۷۰ (۲۵ سال)  | 12          | باشگاه فوتبال بلننسس           |
| 22    | دروازه‌بان | Rui Correia                  | ۲۲ اکتبر ۱۹۶۷ (۲۸ سال)   | 1           | باشگاه ورزشی براگا             |

### ترکیه
مربی: فاتح تریم
| شماره | جایگاه    | بازیکن                       | تاریخ تولد/سن           | بازی‌های ملی | باشگاه                            |
| ----- | --------- | ---------------------------- | ----------------------- | ----------- | --------------------------------- |
| 1     | دروازه‌بان | Adnan Erkan                  | ۱۵ ژانویه ۱۹۶۸ (۲۸ سال) | 1           | باشگاه فوتبال آنکاراگوچو          |
| 2     | مدافع     | Recep Çetin                  | ۱ اکتبر ۱۹۶۵ (۳۰ سال)   | 48          | باشگاه فوتبال بشیکتاش             |
| 3     | مدافع     | آلپای اوزالان                | ۲۹ مه ۱۹۷۳ (۲۳ سال)     | 20          | باشگاه فوتبال بشیکتاش             |
| 4     | مدافع     | Vedat İnceefe                | ۱ آوریل ۱۹۷۴ (۲۲ سال)   | 2           | باشگاه فوتبال کاردمیر قره‌بوک‌اسپور |
| 5     | هافبک     | توغای کریم اوغلو             | ۲۴ اوت ۱۹۷۰ (۲۵ سال)    | 38          | باشگاه فوتبال گالاتاسرای          |
| 6     | مهاجم     | ارطغرل ساغلام                | ۱۹ نوامبر ۱۹۶۹ (۲۶ سال) | 23          | باشگاه فوتبال بشیکتاش             |
| 7     | مهاجم     | Hami Mandıralı               | ۲۰ ژوئیه ۱۹۶۸ (۲۷ سال)  | 37          | باشگاه فوتبال ترابزون‌اسپور        |
| 8     | مدافع     | Ogün Temizkanoğlu            | ۶ اکتبر ۱۹۶۹ (۲۶ سال)   | 37          | باشگاه فوتبال ترابزون‌اسپور        |
| 9     | مهاجم     | هاکان شوکور                  | ۱ سپتامبر ۱۹۷۱ (۲۴ سال) | 28          | باشگاه فوتبال گالاتاسرای          |
| 10    | هافبک     | Oğuz Çetin(کاپیتان (فوتبال)) | ۱۵ فوریه ۱۹۶۳ (۳۳ سال)  | 59          | باشگاه فوتبال فنرباغچه            |
| 11    | مهاجم     | Orhan Çıkırıkçı              | ۱۵ آوریل ۱۹۶۷ (۲۹ سال)  | 25          | باشگاه فوتبال ترابزون‌اسپور        |
| 12    | مهاجم     | Faruk Yiğit                  | ۱۵ آوریل ۱۹۶۸ (۲۸ سال)  | 7           | Kocaelispor                       |
| 13    | مدافع     | Rahim Zafer                  | ۲۵ ژانویه ۱۹۷۱ (۲۵ سال) | 3           | باشگاه ورزشی گنچلربیرلیغی         |
| 14    | مهاجم     | Saffet Sancaklı              | ۲۷ فوریه ۱۹۶۶ (۳۰ سال)  | 13          | Kocaelispor                       |
| 15    | هافبک     | Tayfun Korkut                | ۲ آوریل ۱۹۷۴ (۲۲ سال)   | 4           | باشگاه فوتبال فنرباغچه            |
| 16    | هافبک     | سرگن یالچین                  | ۵ اکتبر ۱۹۷۲ (۲۳ سال)   | 14          | باشگاه فوتبال بشیکتاش             |
| 17    | هافبک     | عبدالله ارجان                | ۸ دسامبر ۱۹۷۱ (۲۴ سال)  | 25          | باشگاه فوتبال ترابزون‌اسپور        |
| 18    | مهاجم     | اریف اردم                    | ۲ ژانویه ۱۹۷۲ (۲۴ سال)  | 11          | باشگاه فوتبال گالاتاسرای          |
| 19    | هافبک     | Tolunay Kafkas               | ۳۱ مارس ۱۹۶۸ (۲۸ سال)   | 19          | باشگاه فوتبال ترابزون‌اسپور        |
| 20    | مدافع     | بیولوت کورکماز               | ۲۴ نوامبر ۱۹۶۸ (۲۷ سال) | 47          | باشگاه فوتبال گالاتاسرای          |
| 21    | دروازه‌بان | Şanver Göymen                | ۲۲ ژانویه ۱۹۶۷ (۲۹ سال) | 5           | Altay                             |
| 22    | دروازه‌بان | رشدی رچبر                    | ۱۰ مه ۱۹۷۳ (۲۳ سال)     | 16          | باشگاه فوتبال فنرباغچه            |